# Elisabethfenster (Saint-Étienne-du-Mont)

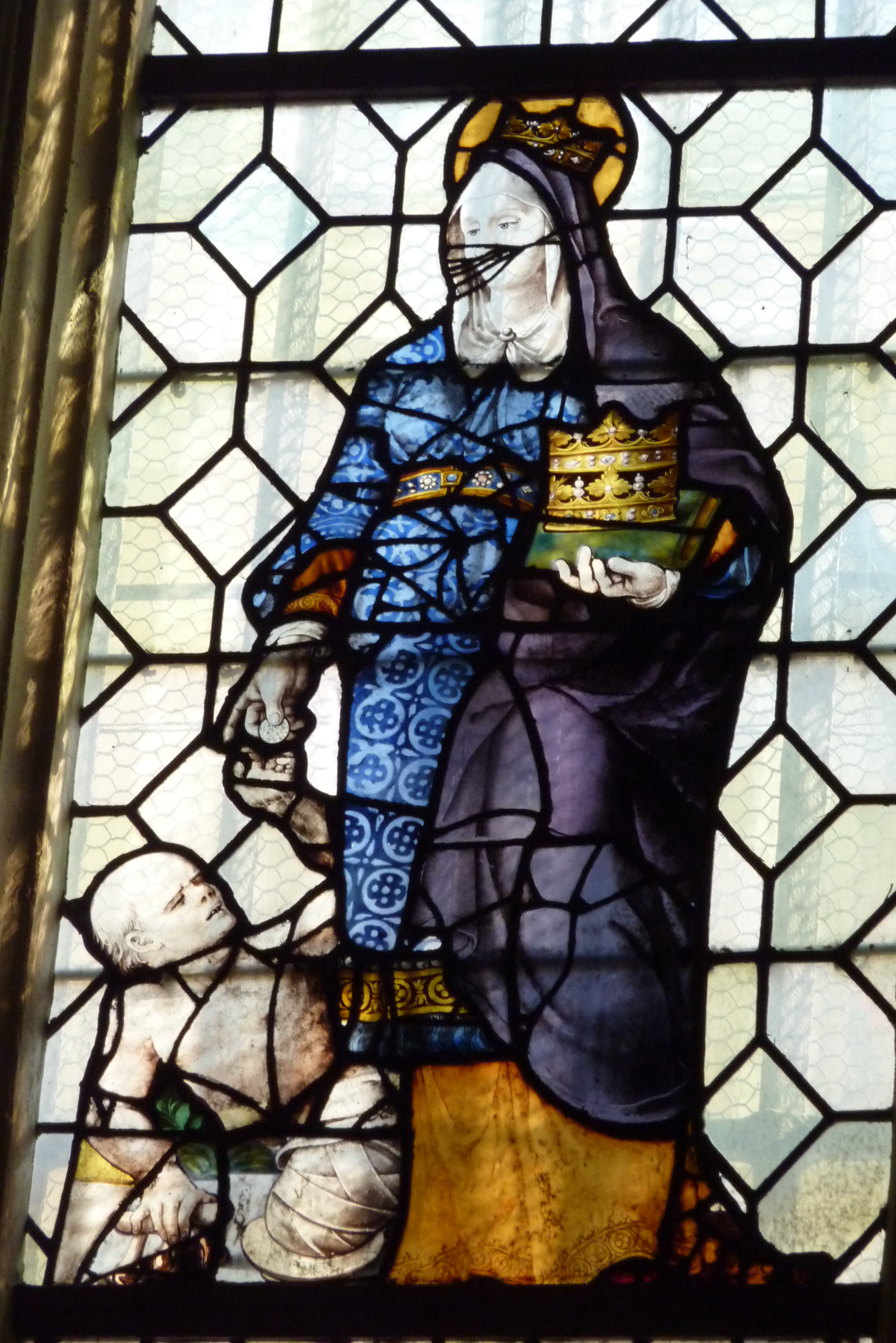
Elisabethfenster in Paris

Das Elisabethfenster in der katholischen Kirche St-Étienne-du-Mont in Paris, einer Pfarrkirche am Place Sainte-Geneviève im 5. Arrondissement, wurde um 1560 geschaffen. Das Bleiglasfenster wurde 1905 als Monument historique klassifiziert.
Das Fenster stammt aus einer unbekannten Werkstatt. Die einzige Darstellung, die circa einen Meter hoch ist, befindet sich in der mittleren Lanzette. Die heilige Elisabeth von Thüringen hält in der linken Hand eine Krone und mit der rechten Hand gibt sie einem armen Krüppel zu ihren Füßen ein Geldstück. Auf ihrem Kopf mit Schleier trägt Elisabeth eine Krone, ihr langes Kleid fällt bis zum Boden. Ein mit Edelsteinen besetzter Gürtel schnürt ihre Taille.
Das Fenster wurde umfangreich restauriert, wie die Verunstaltungen in ihrem Gesicht und an anderen Teilen zeigen.